# Termodinàmica de l'equilibri

Principi de funcionament del motor tèrmic de Carnot.

La termodinàmica de l'equilibri és l'estudi sistemàtic de les transformacions de la matèria i l'energia en sistemes en termes d'un concepte anomenat equilibri termodinàmic. La paraula equilibri implica un estat d'equilibri. La termodinàmica d'equilibri, en els orígens, deriva de l'anàlisi del cicle de Carnot. Aquí, normalment un sistema, com a cilindre de gas, inicialment en el seu propi estat d'equilibri termodinàmic intern, es desequilibra mitjançant l'entrada de calor d'una reacció de combustió. Després, a través d'una sèrie de passos, a mesura que el sistema s'instal·la en el seu estat d'equilibri final, s'extreu el treball.
La termodinàmica d'equilibri difereix de la termodinàmica de no equilibri, ja que, amb aquesta última, l'estat del sistema objecte d'investigació normalment no serà uniforme, sinó que variarà localment en les distribucions d'energia, entropia i temperatura a mesura que els gradients s'imposen per fluxos termodinàmics dissipatius.. En la termodinàmica d'equilibri, per contra, l'estat del sistema es considerarà uniforme en tot el conjunt, definit macroscòpicament per magnituds com la temperatura, la pressió o el volum. Els sistemes s'estudien en termes de canvi d'un estat d'equilibri a un altre; aquest canvi s'anomena procés termodinàmic.
La geometria de Ruppeiner és un tipus de geometria de la informació utilitzada per estudiar la termodinàmica. Afirma que els sistemes termodinàmics es poden representar mitjançant la geometria riemanniana, i que les propietats estadístiques es poden derivar del model. Aquest model geomètric es basa en la idea que existeixen estats d'equilibri que es poden representar per punts de la superfície bidimensional i la distància entre aquests estats d'equilibri està relacionada amb la fluctuació entre ells.